# V-tuning
Le V-tuning est une abréviation de Virtual Tuning. Le principe est de modifier des photos de véhicules (autos, motos, ...) avec des logiciels de retouche photo afin d'imiter le tuning auto de manière virtuelle.
Le V-tuning est aussi une façon de faire de multiples essais tuning afin d’avoir un aperçu du rendu final des modifications que l’on veut apporter sur un véhicule réel. Cela permet aussi d'effectuer de grands changements sur un véhicule.

## «Fake» dans le contexte du tuning
On désigne par fake (en français ; « faux ») la discipline qui consiste à modifier l'image d'un véhicule de façon non réaliste. Par exemple  rajouter des yeux, des dents, ou mettre six roues.